# Élections constituantes autrichiennes de 1919
Les élections constituantes autrichiennes de 1919 ont lieu le 16 février 1919. 
Elles se traduisent par une victoire du Parti social-démocrate d'Autriche qui remporte 72 sièges sur 170, avec un taux de participation de 84,49 %.